# Campeonato Europeu de Halterofilismo de 1968
O 47º Campeonato Europeu de Halterofilismo foi organizado pela Federação Internacional de Halterofilismo em Leningrado, na União Soviética entre 19 a 25 de junho de 1968.

## Medalhistas
| Evento                     | Ouro                                 | Ouro     | Prata                              | Prata    | Bronze                              | Bronze   |
| -------------------------- | ------------------------------------ | -------- | ---------------------------------- | -------- | ----------------------------------- | -------- |
| Galo (56 kg)               | Imre Földi · Hungria                 | 350,0 kg | Walter Szołtysek · Polónia         | 342,5 kg | Alexei Vajonin · União Soviética    | 342,5 kg |
| Pena (60 kg)               | Mieczysław Nowak · Polónia           | 380,0 kg | Dito Shanidze · União Soviética    | 367,5 kg | Rudolf Kozłowski · Polónia          | 360,0 kg |
| Leve (67,5 kg)             | Waldemar Baszanowski · Polónia       | 425,0 kg | Marian Zieliński · Polónia         | 405,0 kg | Konstantin Tilev · Bulgária         | 402,5 kg |
| Médio (75 kg)              | Viktor Kurentsov · União Soviética   | 462,5 kg | Yevgueni Smirnov · União Soviética | 460,0 kg | Werner Dittrich · Alemanha Oriental | 445,0 kg |
| Meio-pesado-leve (82,5 kg) | Boris Selitski · União Soviética     | 472,5 kg | Norbert Ozimek · Polónia           | 470,0 kg | Karl Arnold · Alemanha Oriental     | 465,0 kg |
| Meio-pesado (90 kg)        | Jaan Talts · União Soviética         | 512,5 kg | Bo Johansson · Suécia              | 495,0 kg | Kaarlo Kangasniemi · Finlândia      | 490,0 kg |
| Pesado (+ 90 kg)           | Leonid Zhabotinski · União Soviética | 570,0 kg | Serge Reding · Bélgica             | 527,5 kg | Manfred Rieger · Alemanha Oriental  | 525,0 kg |

## Quadro de medalhas
| Ordem | País              | Medalha de ouro | Medalha de prata | Medalha de bronze | Total |
| ----- | ----------------- | --------------- | ---------------- | ----------------- | ----- |
| 1     | União Soviética   | 4               | 2                | 1                 | 7     |
| 2     | Polónia           | 2               | 3                | 1                 | 6     |
| 3     | Hungria           | 1               | 0                | 0                 | 1     |
| 4     | Bélgica           | 0               | 1                | 0                 | 1     |
| 4     | Suécia            | 0               | 1                | 0                 | 1     |
| 6     | Alemanha Oriental | 0               | 0                | 3                 | 3     |
| 7     | Bulgária          | 0               | 0                | 1                 | 1     |
| 7     | Finlândia         | 0               | 0                | 1                 | 1     |
| Total | Total             | 7               | 7                | 7                 | 21    |